# اچ‌دی ۱۳۲۴۰۶
اچ‌دی ۱۳۲۴۰۶ یک ستاره است که در صورت فلکی گاوران قرار دارد.